# Tmesisternus teragrammus
Tmesisternus teragrammus är en skalbaggsart som beskrevs av Gilmour 1950. Tmesisternus teragrammus ingår i släktet Tmesisternus och familjen långhorningar. Inga underarter finns listade i Catalogue of Life.